# Catch a Fire
Catch a Fire (deutsch: „Gerate in Brand“) ist das erste Major-Label-Album der jamaikanischen Reggae-Band The Wailers; es wurde 1973 veröffentlicht. Catch a Fire bedeutete den internationalen Durchbruch der Band, und besonders Bob Marley wurde weltberühmt, vor allem in Afrika und der Karibik sowie vereinzelt in Europa und den USA. Die sozialkritischen und kriegerischen Texte überraschten viele Zuhörer, aber auch viele wurden angezogen von Marleys und Peter Toshs Texten, welche konfrontierend waren und eine optimistische Aussicht auf eine Zukunft frei von Unterdrückung übermitteln.

## Titellisten
Catch a Fire (LP, MC, CD)
1. Concrete Jungle (Marley) – 4:12
2. Slave Driver (Marley) – 2:54
3. 400 Years (Tosh) – 2:45
4. Stop That Train (Tosh) – 3:55
5. Baby We’ve Got a Date (Rock it Baby) (Marley) – 4:06
6. Stir It Up (Marley) – 5:30
7. Kinky Reggae (Marley) – 3:36
8. No More Trouble (Marley) – 3:56
9. Midnight Ravers (Marley) – 4:57

Catch a Fire (CD) (The Definitive Remasters, 2001):
1. Concrete Jungle – 4:13
2. Slave Driver – 2:54
3. 400 Years – 2:45
4. Stop That Train – 3:54
5. Baby We’ve Got a Date (Rock It Baby) – 3:55
6. Stir It Up – 5:32
7. Kinky Reggae – 3:37
8. No More Trouble – 3:58
9. Midnight Ravers – 5:08

Bonustracks:
1. High Tide or Low Tide – 4:40
2. All Day All Night – 3:26

Catch a Fire (2-CD) (Deluxe Edition, 2002):
Disc 1 (The Unreleased Original Jamaican Versions):
1. Concrete Jungle – 4:11
2. Stir It Up – 3:37
3. High Tide Or Low Tide – 4:40
4. Stop That Train – 3:52
5. 400 Years – 2:57
6. Baby We’ve Got a Date (Rock It Baby) – 4:00
7. Midnight Ravers – 5:05
8. All Day All Night – 3:26
9. Slave Driver – 2:52
10. Kinky Reggae – 3:40
11. No More Trouble – 5:13

Disc 2 (The Released Album):
1. Concrete Jungle – 4:13
2. Slave Driver – 2:54
3. 400 Years – 2:45
4. Stop That Train – 3:54
5. Baby We’ve Got a Date (Rock It Baby) – 3:55
6. Stir It Up – 5:32
7. Kinky Reggae – 3:37
8. No More Trouble – 3:58
9. Midnight Ravers – 5:08

Catch a Fire (LP, 2015):
1. Concrete Jungle – 4:13
2. Slave Driver – 2:54
3. 400 Years – 2:45
4. Stop That Train – 3:54
5. Baby We’ve Got a Date (Rock It Baby) – 3:55
6. Stir It Up – 5:32
7. Kinky Reggae – 3:37
8. No More Trouble – 3:58
9. Midnight Ravers – 5:08

Catch a Fire (DVD)

## Kommerzieller Erfolg

### Chartplatzierungen
| ChartsChartplatzierungen       | Höchstplatzierung | Wochen |
| ------------------------------ | ----------------- | ------ |
| Vereinigte Staaten (Billboard) | 171 (5 Wo.)       | 5      |

### Auszeichnungen für Musikverkäufe
| Land/Region                  | Auszeichnungen für Musikverkäufe (Land/Region, Auszeichnung, Verkäufe) | Verkäufe |
| ---------------------------- | ---------------------------------------------------------------------- | -------- |
| Frankreich (SNEP)            | Gold                                                                   | 100.000  |
| Neuseeland (RMNZ)            | Gold                                                                   | 7.500    |
| Vereinigtes Königreich (BPI) | Gold                                                                   | 100.000  |
| Insgesamt                    | 3× Gold ·                                                              | 207.500  |

Hauptartikel: Bob Marley/Auszeichnungen für Musikverkäufe